# Holcocera melanostriatella
Holcocera melanostriatella é uma espécie de mariposa do gênero Holcocera pertencente à família Coleophoridae.